# S. Romão de Panoias
S. Romão de Panoias é um lugar da freguesia de Panoias que fica situado a oeste desta localidade a uma distancia de cerca de 8 quilómetros na margem direita do Rio Sado. Tem uma igreja denominada de S. Romão, o abade, que aqui faleceu e escolheu este lugar para sua sepultura. O lugar é um pequeno aglomerado de casas, que cercam a igreja, habitado por cerca de 30 pessoas.

## História
A construção da igreja de S. Romão remonta ao tempo de D. Betaça, que a mandou construir e ofereceu as relíquias de S. Romão e S. Fabião para serem depositadas na mesma. Neste lugar do antigo termo da vila de Panoias, que lhe fora doado pelo rei D. Dinis no ano de 1288, mandou D. Betaça construir o seu Paço Senhorial onde estabeleceu uma pequena corte, dedicando-se a administrar e valorizar os seus avultados bens e propriedades.